# Sigvart Dagsland

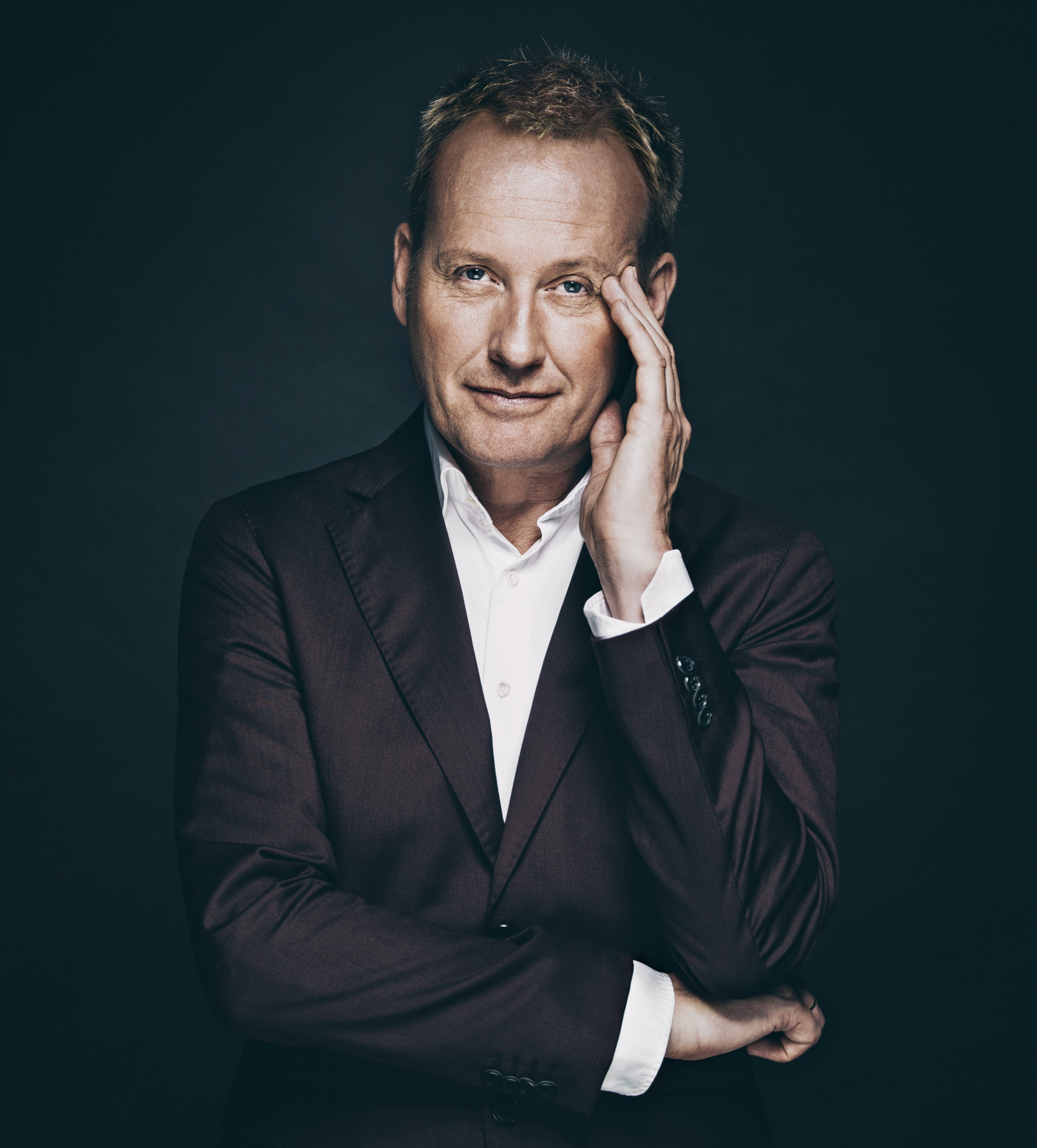
Sigvart Dagsland, 2017

Sigvart Dagsland (* 18. Oktober 1963 in Stavanger) ist ein norwegischer Pop-Rocksänger, -pianist und -komponist.
Dagsland spielte seit seinem siebenten Lebensjahr Klavier und sang im Domchor von Stavanger und im Chor der Stavangerskolene. 1980 gründete er seine erste Band Tor og Liv. 1982 debütierte er neben Ove Thue, Susanne Fuhr und Gudny Aspaas im Fernsehen mit dem Musical Dans Med Oss Gud. 1985 erschien Joker, das erste von 14 Soloalben Bangs.
Seit 1987 arbeitete er im Duo mit Iver Kleive. Für das Album Alt eg såg erhielt er 1991 die erste von drei Nominierungen zum Spellemannprisen. 1995 erschien sein bis dahin erfolgreichstes Album, Det er makt i de foldete hender, an dem Terje Rypdal, Iver Kleive und Ole Edvard Antonsen mitwirkten. Im Folgejahr erschien eine Live-Aufnahme mit dem Stavanger Symfoniorkester. Fri (1998) war das erste Album, auf dem Bang ausschließlich eigene Texte und Melodien interpretierte.
2001 veröffentlichte Dagsland mit dem Gitarristen George Wadenius sein erstes englischsprachiges Album Soul Ballads, zu dem er gemeinsam mit Mike McGurk die Texte schrieb. 2002 wirkte er am Weihnachtsalbum De Skjedde I De Dager mit dem Oslo Gospel Choir und Prinzessin Märtha Louise von Norwegen mit, das 120.000 Mal allein in Norwegen verkauft wurde.
Auf dem Album Underlig Frihet sang Dagsland Duette mit Karoline Krüger (seiner Ehefrau), Jan Toft und Solveig Slettahjell. Zu seinem zwanzigjährigen Jubiläum als Plattenkünstler gab er drei Konzerte in Stavanger, Oslo und  Bergen, bei denen u. a. Karoline Krüger, Terje Rypdal, Maria Arredondo, Bjørn Eidsvåg, Erik Hillestad und Gunnar Roalkvam zu Gast waren.

## Diskographie
- Joker, 1985
- De umulige, 1987
- Seculum Seculi, 1988
- Alt eg såg, 1990
- Sigvarts beste ballader, 1991
- Bedre enn stillhet, 1992
- Stup, 1994
- Det er makt i de foldede hender, 1995
- Laiv, 1996
- Fri, 1998
- Soul Ballads, 2001
- Sigvarts Favoritter, 2001
- Hjemmefra, 2003
- Underlig Frihet, 2004
- Forandring, 2007
- Hymns, 2009
- Jul (mit Karoline Krüger), 2013
- Røst, 2016